# LZX
LZX是LZ77数据压缩算法中的一种，它也是同名的一个归档工具，它们都是由Jonathan Forbes与Tomi Poutanen一起开发的。

## 使用LZX算法的实例

### Amiga LZX
LZX最初是1995年作为Amiga归档工具公开发布的，当时作者正在加拿大沃特卢大学学习。当时这个软件作为共享软件发布，这也是当时许多压缩软件采用的方式。注册版本中包含评估版本中没有的错误修改及改进。1997年，由于他们停止了在归档工具上的开发工作并且不再接受注册，所以作者发布了一个免费的解码文件，允许任何人都可以使用注册版本。

### 微软CAB文件
1997年，Jonathan开始到微软工作，微软的CAB归档工具进行了改进以增加LZX压缩方法。这些改进包括可变的查找窗口大小；Amiga LZX的查找窗口为固定的64 KB，微软LZX可以在从32到2048字节的2的指数之间变化。其中加入了一段特殊的预处理程序以检测英特尔80x86的“JMP”指令，这个指令将操作数从相对寻址转成绝对寻址，这样跳转到同一位置就可以得到压缩器可以匹配的重复字符串，从而提高80x86二进制码的压缩率。

### 微软压缩HTML帮助（CHM）文件
当微软公司决定替换传统的帮助文件格式的时候，他们选择了LZX算法压缩所有的HTML数据。但是，为了提高随机访问速度，压缩器进行了更改，在每个64K字节间隔压缩器都会进行复位并且每16K字节间隔都会重新排列到16位边界。这样HTMLHelp软件可以立刻定位到最近的64K字节间隔并且从那一点开始解压，而不需要每次都从整个压缩数据流的起始进行解码。

### Microsoft EBook Reader（LIT）文件
Microsoft Reader使用的LIT文件格式是CHM文件的简单扩展，所以也用LZX压缩。

### 微软映像格式（WIM）文件
据说将在微软Windows Vista安装文件格式中使用的微软映像格式文件将LZX作为压缩方法之一.

## 解压LZX文件
unlzx程序可以解压Amiga LZX文档，cabextract可以用LZX方法解压微软CAB文档，如在CHM文章中所介绍的那样，有许多交叉平台的工具可以解压、浏览CHM文件。LIT文件可以使用Convert LIT软件解压。